# Eersel
Eersel – miasto i gmina w prowincji Brabancja Północna w Holandii. Populacja gminy w 2014 roku wyniosła 18 201 mieszkańców. 

## Miejscowości gminy
- Eersel (9300 mieszk.)
- Duizel (1910)
- Knegsel (1340)
- Steensel (1380)
- Vessem (2175)
- Wintelre (5510)

Przez gminę przechodzi autostrada A67 oraz droga prowincjonalna N397.

## Gminy partnerskie
- Carquefou